# Estación de Atocha
Estación de Atocha – największy dworzec kolejowy w Madrycie. Znajduje się w centrum miasta, ma połączenia kolejowe z całym krajem m.in. z Sewillą i Barceloną (AVE). Dworzec ten jest największą stacją kolejową w Hiszpanii. Spośród wszystkich 15 peronów tylko 4 mają szeroki iberyjski rozstaw torów, natomiast pozostałe 11 to tory o normalnym międzynarodowym rozstawie. Jest to związane z popytem oraz ciągłą rozbudową linią wysokich prędkości AVE w całej Hiszpanii, których to dworcem głównym jest Madryt Atocha.

## Historia
Budynek stacji kolejowej Atocha, został zbudowany w związku z rozwojem kolei hiszpańskich. Otwarcie zostało zainaugurowane na 9 lutego 1851 pod nazwą Estación del Mediodía (del Sur). Był to pierwszy dworzec kolejowy w Madrycie.
W 1888 rozpoczęła się budowa nowej stacji pod kierownictwem Alberto de Palacio, który był współpracownikiem Gustave’a Eiffela. Budowa trwała 4 lata. Dworzec ten jest uważany za arcydzieło w XIX w. architektury kolejowej. Z czasem stacja się rozrosła, dobudowano nowoczesną część dworca jako nowy terminal, przystosowany do obsługi superszybkich pociągów AVE, jednak kasy pozostały w starej części, w której w głównym holu urządzono również tropikalny ogród (okazy ok. 400 gatunków roślin wraz z palmami, żółwie pływające w sadzawce).
Stara część dworca w związku z jego rozbudową wraz z rozbudową została zamieniona na duże powierzchnie handlowe ze sklepami, barami czy dyskotekami.
11 marca 2004 miał tu miejsce atak terrorystyczny, w którym zginęło 191 osób, a ponad 2050 zostało rannych.

## Galeria

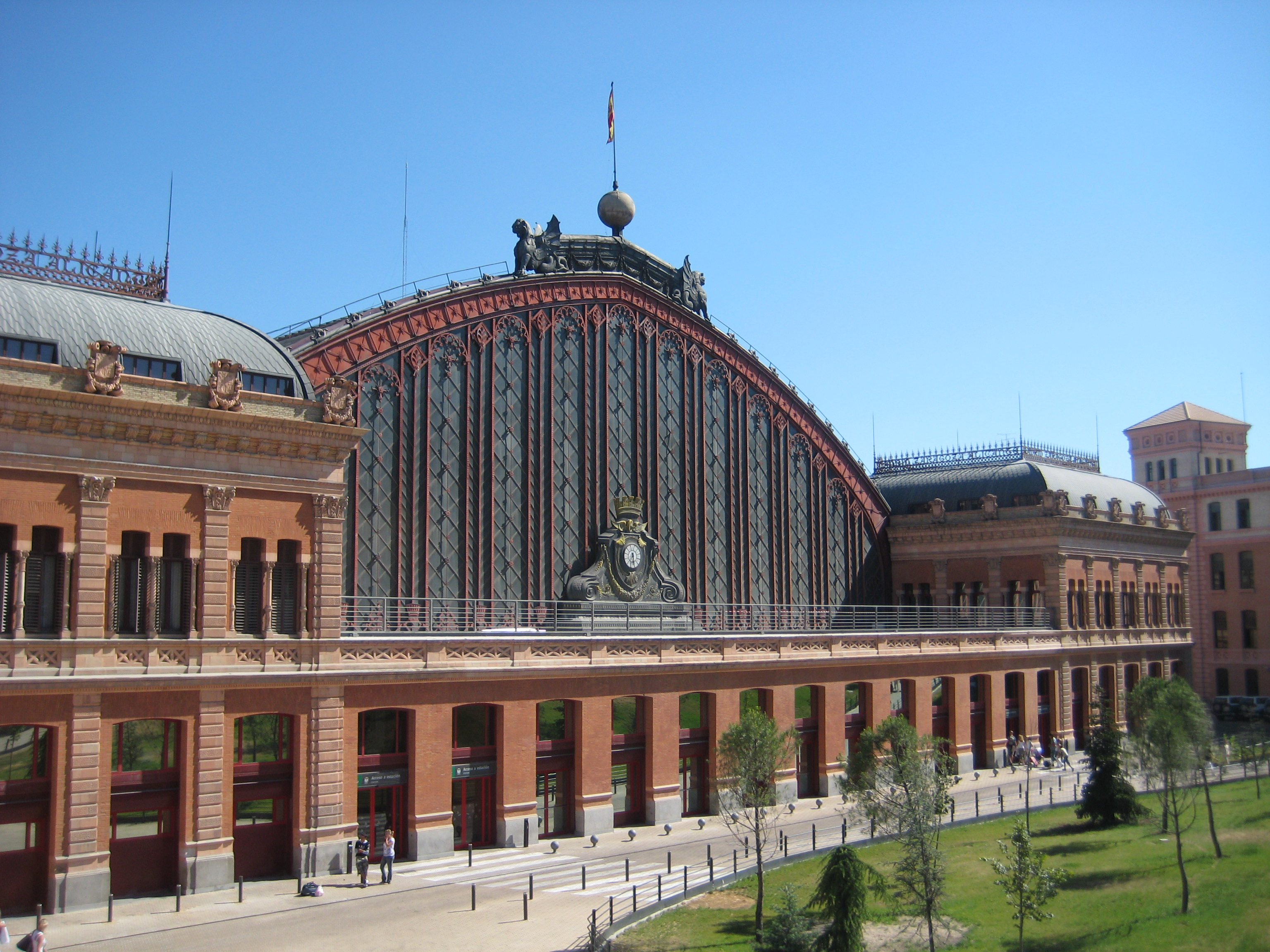
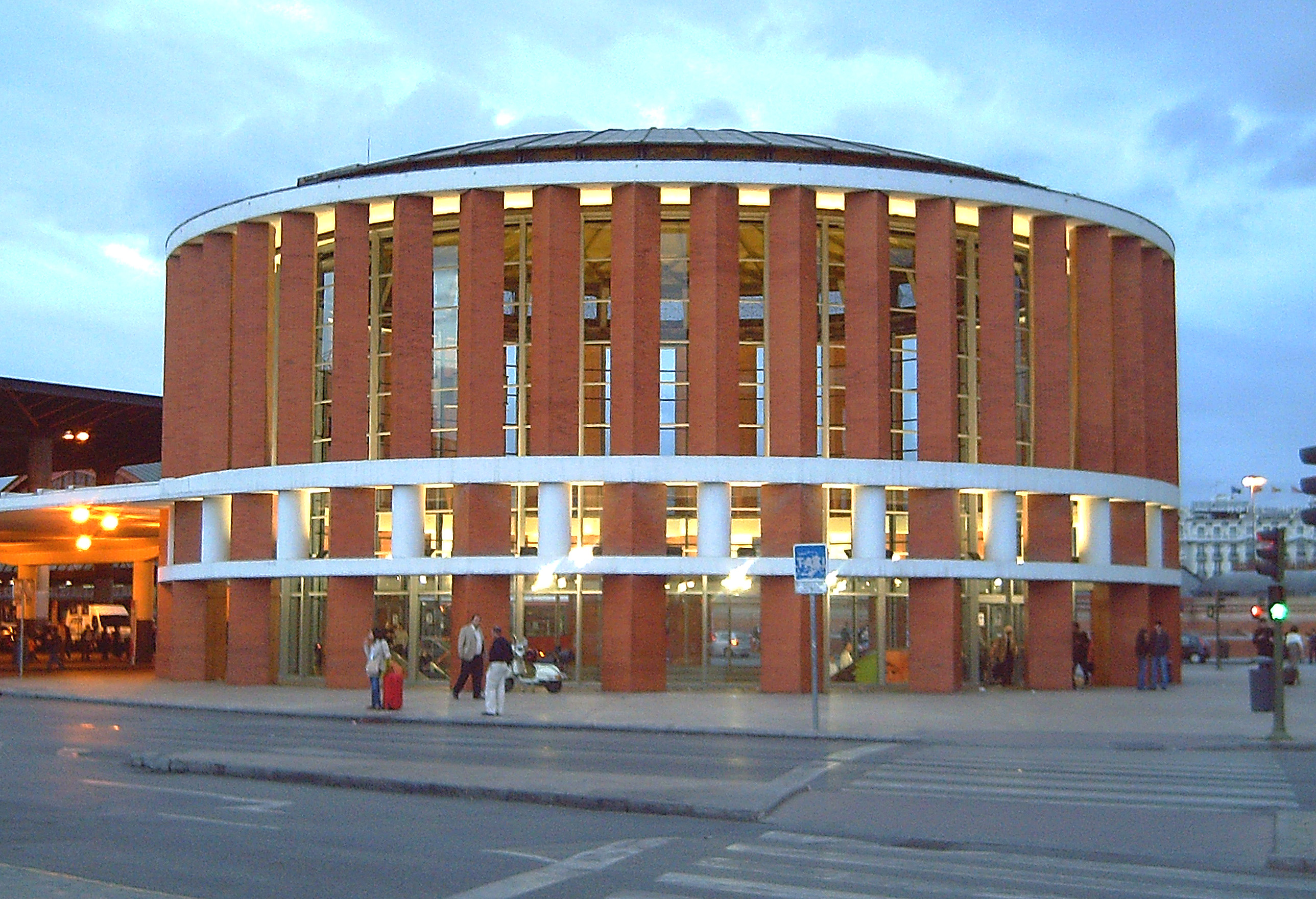
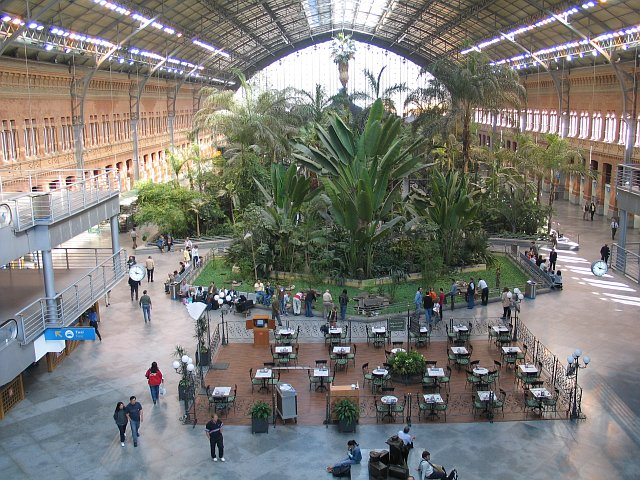
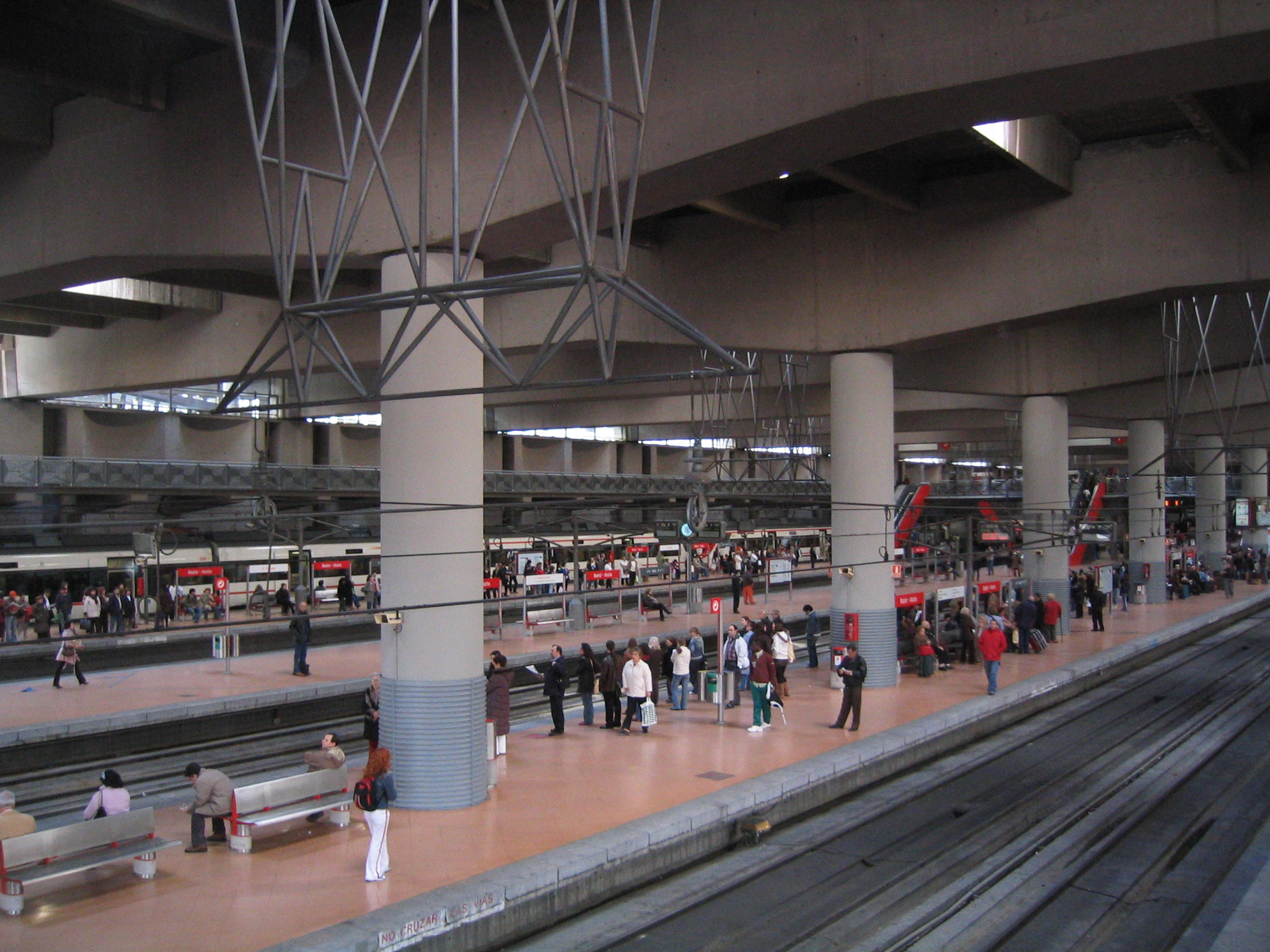